# Notodiaptomus nordestinus
Notodiaptomus nordestinus is een eenoogkreeftjessoort uit de familie van de Diaptomidae. De wetenschappelijke naam van de soort is voor het eerst geldig gepubliceerd in 1935 door Wright S..